# ورم دموي رئوي
الورم الدموي الرئوي (بالإنجليزية: Pulmonary hematoma)‏ هو عبارة عن تجمع من الدم داخل أنسجة الرئة. ويحدث نتيجة امتلاء التمزق الرئوي بالدم. ويسمى تمزق الرئة الممتلئ بالهواء الفتق الرئوي. وفي بعض الحالات يوجد الفتق الرئوي، والدموي في نفس الرئة المصابة على حد سواء. الدموي الرئوي يستغرق وقتا أطول للشفاء من الفتق الرئوي البسيط وعادة ما يترك ندوباً بالرئتين. الكدمة الرئوية هي سبب آخر للنزيف داخل أنسجة الرئة، ولكن هذا ينتج من النزف القليل، والنزف الصغيرة المتعدد، والنزيف ليس كتلة منفصلة ولكن يحدث أكثر داخل أنسجة الرئة. ويشار إلى أن أكثر الأضرار الجسيمة في الرئة من الكدمة، والدموي الرئوي، وأيضاً تأخذ وقتا أطول لتندمل. وخلافا للكدمات، فإن الفتق لا يتداخل عادةً مع تبادل الغازات في الرئة، ولكنه لا يزيد من خطر العدوى وتكوين الخراج.